# 旧サッスーン邸
旧サッスーン邸（きゅうサッスーンてい）は兵庫県神戸市北野町にある異人館。北野・山本地区の伝統的建造物。

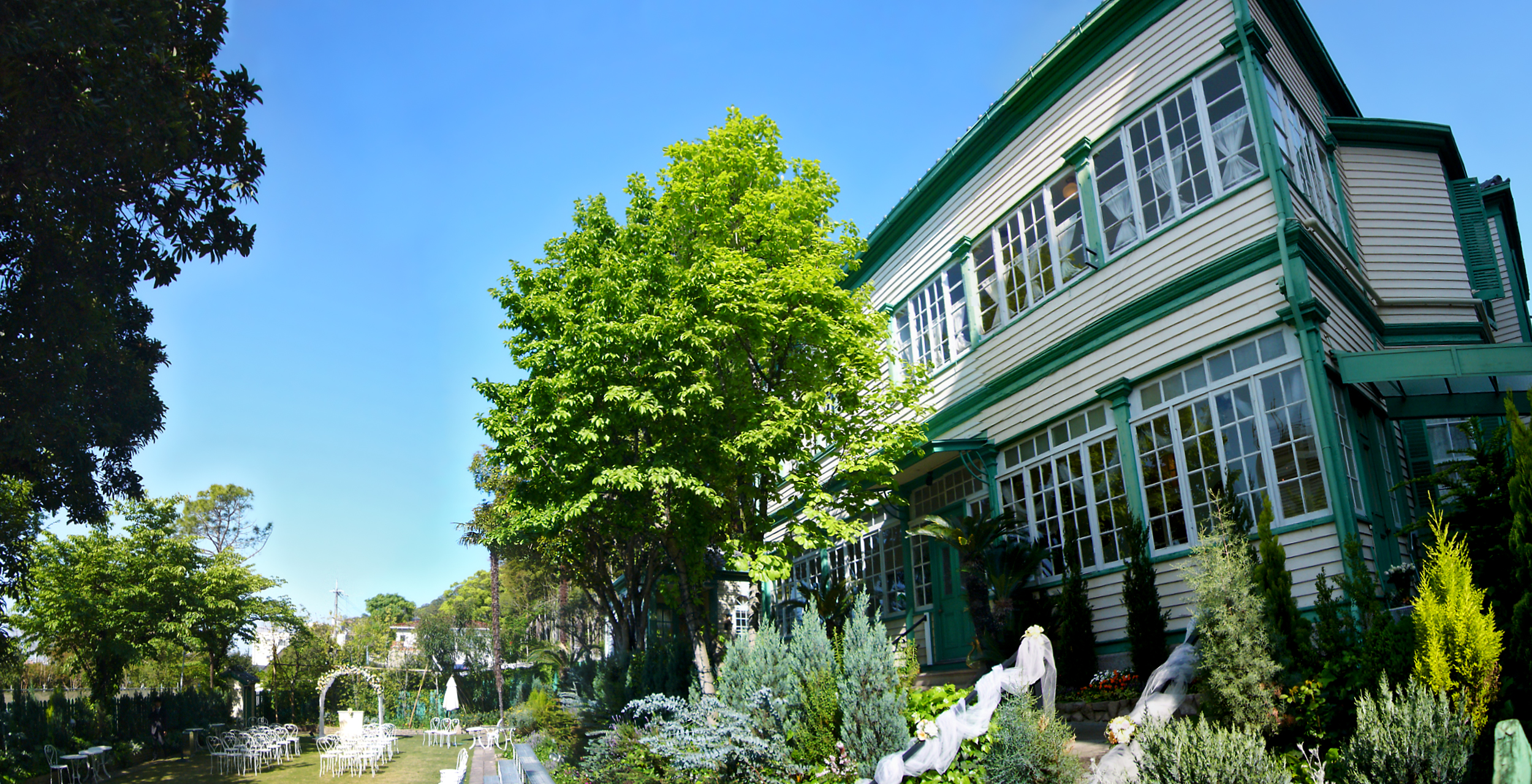
東側（パノラマ）

## 概要
1892年（明治25年）にチャン氏の自邸として建造された西洋館であるが、1985年まで居住していたユダヤ系シリア人貿易商デヴィット・サッスーン（1910年-1991年）の名をとり、一般に旧サッスーン邸と呼ばれている。
外観は典型的なコロニアルスタイルで、館の南側に広大な庭園があり、内部は木彫など優れた意匠で飾られている。
現在、一般公開はされておらず、館内に設置されたチャペルと100坪の芝生庭園を使ったウエディングの会場として利用される。

## 施設
- バンケット
- チャペル
- ガーデン
- ゲストルーム

## 建築概要
- 設計 - 不詳
- 竣工 - 1892年
- 構造
  - 主屋・付属屋 - 木造、地上2階建、寄棟造、桟瓦葺、外壁下見板張、オイルペンキ塗、洋小屋組、ベイウィンドウ、鎧戸付上げ下げ窓、ガラス建具入ベランダ
  - 薬医門 - 木造、桟瓦葺
  - 塀 - 尖頭板、オイルペンキ塗
- 所在地 - 兵庫県神戸市中央区北野町2-16-1

## 交通アクセス
- 山陽新幹線　新神戸駅　徒歩15分
- JR 三ノ宮駅　徒歩20分
- 阪急　神戸三宮駅　徒歩20分
- 阪神　神戸三宮駅　徒歩20分
- 地下鉄西神・山手線　三宮駅　徒歩20分
- 地下鉄海岸線　三宮・花時計前駅　徒歩20分
- ポートライナー 三宮駅　徒歩20分

## 周辺情報
- 北野町山本通
  - イタリア館・プラトン装飾美術館
  - 旧ドレウェル邸（ラインの館）
  - うろこの家・うろこ美術館
  - 山手八番館（旧サンセン邸）
  - 北野外国人倶楽部（旧ブリューガー邸）
  - 展望塔の家